# Clara Bow
Clara Gordon Bow (Nova Iorque, 29 de julho de 1905 – Culver City, 27 de setembro de 1965) foi uma atriz de cinema norte-americana, que fez muito sucesso na era do cinema mudo. Foi uma das poucas atrizes da era do cinema mudo a continuar a carreira durante a era do cinema falado, depois de 1927. Sua participação na comédia de 1927 It, a alçou ao sucesso e foi quando surgiu o apelido de it girl. Clara se tornou a personificação dos Roaring Twenties, época de grande otimismo e efervescência cultural nas grandes capitais do mundo ocidental e era tida como a principal sex symbol de sua época.
Clara estrelou 46 filmes mudos e 11 filmes falados, incluindo grandes sucessos como Mantrap (1926), It (1927) e Asas (1927). Sua presença em um filme era uma garantia de se conseguir investidores e público, tendo sido campeã de bilheteria em 1928. No auge da fama, Clara chegou a receber mais de 45 mil cartas em um único mês (janeiro de 1929).

## Vida pessoal
Clara nasceu em Prospect Heights, no Brooklyn, subúrbio da cidade de Nova Iorque, em  29 de julho de 1905, mais precisamente na Rua Bergen, 697. Era um quarto pobre em cima de uma igreja batista, um lugar frio e com pouca comida. Clara era a terceira criança do casal, mas suas duas irmãs mais velhas, nascidas em 1903 e 1904, morreram ainda na infância. Sua mãe, Sarah Frances Bow, foi aconselhada pelo médico a não engravidar novamente, pelo medo de vê-la perder outra criança. Apesar do aviso, Sarah engravidou de Clara e enfrentou a intensa onda de calor que assolou a cidade em julho de 1905, com temperaturas que chegaram aos 38ºC. Anos mais tarde, Clara disse:
| “ | Não acredito que alguém tenha olhado para a morte tão diretamente quanto minha mãe e eu naquela manhã em que eu nasci. Estávamos quase desistindo, mas de alguma forma conseguimos sobreviver. | ” |

Os pais de Clara eram filhos de imigrantes irlandeses, ingleses e escoceses que se mudaram para os Estados Unidos uma geração antes. Seu pai, Robert Walter Bow, era descrito pela filha como um homem muito inteligente, de pensamento rápido, com uma natural predisposição para qualquer coisa que quisesse, mas que nunca tinha sucesso. Quando Clara tinha cerca de 4 anos de idade, seu pai estava desempregado e entre 1905 e 1923, a família viveu em 14 endereços diferentes, mas raramente fora de Prospect Heights, com o pai de Clara muitas vezes ausente.
| “ | Não creio que minha mãe tenha amado meu pai. Ele sabia disso. E isso o deixou muito infeliz, porque sempre a idolatrara. | ” |

Quando Clara fez 16 anos, sua mãe caiu da janela do segundo andar da casa onde moravam e sofreu uma lesão na cabeça. Posteriormente, ela foi diagnosticada com "psicose" devido "epilepsia", devido às sequelas causadas pela queda, como confusão, alucinações, paranoia e comportamento agressivo. Desde a adolescência, Clara aprendeu a cuidar da mãe durante suas crises, bem como a lidar com a agressividade dela. Clara entendia que era parte da doença, que sua mãe não era uma pessoa má de verdade. Mas sentia que ao mesmo tempo que cuidava da mãe, a mãe não cuidava dela. Sarah piorou gradualmente e quando soube que sua filha vinha tentando uma carreira no cinema, Sarah lhe disse que preferia ver a filha morta. Na noite de fevereiro de 1922, Clara acordou ao sentir uma faca em seu pescoço, com sua mãe segurando, prestes a lhe cortar a garganta. Incapaz de se defender de um novo ataque, ela trancou a mãe no quarto. Por conta do episódio, Robert Bow internou a esposa em um sanatório.
Em 5 de janeiro de 1923, Sarah faleceu aos 43 anos, durante uma crise epiléptica. Robert se revoltou com os parentes que chegaram para o funeral, acusando-os de serem hipócritas e irado chegou a se jogar dentro do túmulo da esposa.
Clara era tímida e normalmente sofria bullying de outras meninas por suas roupas surradas e pelo cabelo. Sua infância foi bastante difícil, onde a família passou frio, fome e geralmente não tinha o que vestir. Chegando na adolescência, Clara preferia a companhia dos meninos, frequentemente se envolvendo em brigas com eles. No ensino médio, Clara começou a se interessar por esportes e começou a cogitar uma carreira como instrutora devido à suas habilidades.

## Carreira

### Primeiros anos

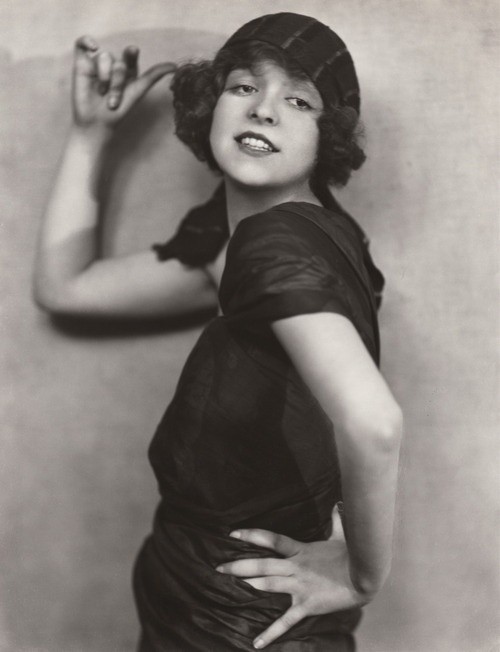
Clara em 1921, para a Brewster Magazine, foto de Nickolas Muray.

No começo dos anos 1920, cerca de 50 milhões de norte-americanos ia ao cinema toda semana. Isso equivalia a metade da população do país na época. Conforme Clara crescia e amadurecia, tomando feições femininas, seu status de "garoto" na companhia dos garotos na escola começou a ser revogado. Ela não tinha amigas, a escola era difícil e sua casa uma desgraça, mas nas telas do cinema ela encontrava algum consolo.
| “ | Pela primeira vez na vida eu sabia que havia beleza no mundo. Pela primeira vez eu vi terras distantes, serenas, belos lares, romance, nobreza e glamour. Sempre tive um estranho sentimento pelos atores e atrizes na tela... Sabia que teria feito algo ali de maneira diferente. Não tinha como criticar, mas era algo que eu sempre senti. | ” |

Aos 16 anos, Clara decidiu que seria atriz de cinema, mesmo que se achasse desajeitada e esquisita. Contra os desejos da mãe, mas com o apoio da mãe, Clara entrou para o concurso nacional da revista Brewster, chamado "Fame and Fortune", no outono de 1921. Nos anos anteriores, várias ganhadoras do concurso seguiram carreia no cinema. No último teste, Clara precisava interpretar e um membro da equipe no set disse que ela se tornou a personagem, não apenas a interpretou. Na edição de 1922 da Motion Picture Classics, os juízes do concurso, Howard Chandler Christy, Neysa Mcmein e Hearrison Fisher, concluíram:
| “ | Ela é bastante jovem, 16 anos, mas confiante, determinada e ambiciosa. Ela tem uma mente que vai além de seus poucos anos de idade. Ela tem uma fagulha do fogo divino. Nos cinco diferentes testes de cena que ela fez, mostrou-se capaz de evocar uma variada gama de emoções, provocando um entusiamo em cada um dos juízes que viram os testes. Ela encena perfeitamente. Sua aparência é praticamente o suficiente para levá-la ao sucesso sem a ajuda do cérebro que sem dúvida alguma ela possui. | ” |

Clara ganhou um vestido de noite e um troféu de prata e o editor se comprometeu a ajudá-la a ganhar um papel em um filme, mas nada aconteceu. Seu pai então lhe aconselhou a importunar o escritório da revista Brewster, que ficava no Brooklyn até conseguir alguma coisa. Para tentar se livrar dela, ou eles realmente pretendia apresentá-la a executivos e não tiveram tempo, Clara conheceu o diretor Christy Cabanne, que a escalou para o filme Beyond the Rainbow, produzido no final de 1921 e lançado em fevereiro do ano seguinte. Clara fez apenas cinco cenas e Cabanne ficou impressionado com sua atuação, mas as cenas foram removidas na edição final.

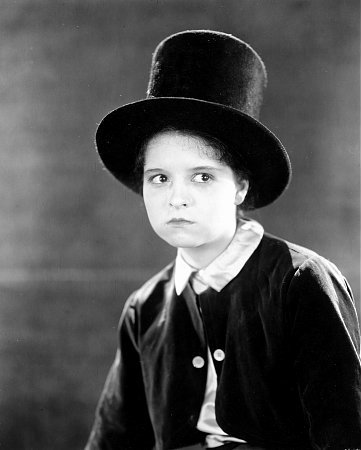
Clara no filme Down to the Sea in Ships, de 1922.

Clara largou o ensino médio no último ano, após ser notificada de ter ganhado o concurso da revista, e conseguiu um emprego em um escritório. No entanto, anúncios em jornais e comentário sobre o filme Beyond the Rainbow, de 1922 a 1923, mostraram que Clara não tinha sido cortada do filme. Seu nome aparecia entre os nomes dos outros atores, com uma legenda ao lado: "Ganhadora do concurso de beleza da revista Brewster", às vezes até com uma foto sua.

### Cinema mudo

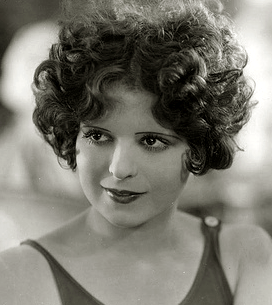
Bow em Rough House Rosie (1927).

Encorajada pelo pai, Clara continuou indo a agências ligadas aos estúdios, na tentativa de conseguir papéis. Sempre lhe davam alguma desculpa para dispensá-la, por ser nova demais, muito baixa, até muito gorda. Por fim, o diretor Elmer Clifton precisava de uma "Maria-rapaz" para seu filme Down to the Sea in Ships e viu a foto de Clara na revista Motion Picture Classic, mandando chamá-la imediatamente. Na tentativa de disfarçar sua pouca idade, Clara penteou o cabelo para cima e usou um vestido emprestado da mãe. Elmer Clifton achou que ela era velha demais, mas começou a rir quando uma nervosa Clara lhe provou que era a menina do concurso. Ele decidiu contratá-la por 35 dólares por semana. Clara sugeriu 50 por semana e ele concordou. Porém, Elmer não sabia dizer se ela servia para o papel. Clara soube algum tempo depois que um dos editores da Brewster pediu que Elmer Clifton lhe desse uma chance.
Down to the Sea in Ships foi gravado em New Bedford, Massachusetts, produzido por uma empresa independente e mostrava a vida, os amores e o trabalho de uma comunidade de caçadores de baleias. A produção contava com atores pouco conhecidos e talentos locais, tendo sido lançado em 25 de setembro no Teatro Olympia, em New Bedford e entrado em cartaz para o público em 4 de março de 1923. Apesar de ser elogiado pela crítica, a estrela do filme foi a jovem Clara Bow, que arrancou elogios rasgados de diversos jornais de grande alcance. Devido ao sucesso de sua atuação em Down to the Sea in Ships, Clara foi escolhida como "queridinha" da Western Association of Motion Picture Advertisers, em 1924. Em 1923, ela estrelou The Daring Years (1923), onde sua nova amiga, a atriz Mary Carr, lhe ensinou a usar maquiagem.

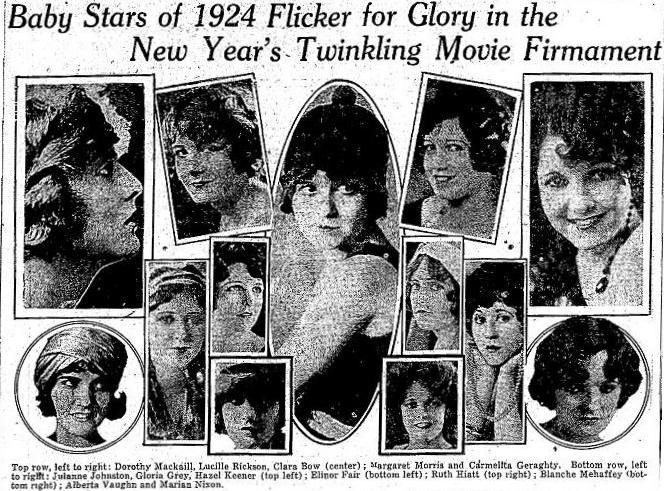
Clara Bow era a mais queridinha entre as Western Association of Motion Picture Advertisers

No verão de 1925, ela ganhou um papel semelhante ao de Down to the Sea in Ships no filme Grit, uma história que falava sobre crimes juvenis, escrito por F. Scott Fitzgerald. Foi onde Clara conheceu seu primeiro namorado, o operador de câmera Arthur Jacobson e Frank Tuttle, diretor com quem trabalharia em outras cinco produções.
Enquanto filmava Grit no Pyramid Studios, em Astoria, Nova York, Clara conheceu Jack Bachman, do estúdio independente Preferred Pictures, em Hollywood. Ele queria contratá-la por um período de três meses, 50 dólares por semana, mais comissão. Seu pai não se opôs à uma mudança de cidade.
Em 22 de julho de 1923, Clara se mudou de Nova Iorque, deixando família e namorado para trás e foi para Hollywood. O estúdio lhe designou um guardião enquanto estivesse do outro lado do país, longe da família, o agente e escritor Maxine Alton, a quem mais tarde Clara chamaria de mentiroso. O diretor do estúdio gostou dos testes de Clara e a ajudou a alugar um apartamento no Hollywood Boulevard.

## Aposentadoria e últimos anos
Clara e o ator Rex Bell, depois vice-governador de Nevada tiveram dois filhos,  Tony Beldam (1934-2011) e George Beldam, Jr. (1938). Clara se aposentou das câmeras em 1933. Em setembro de 1937, o casal abriu o It Cafe, em Los Angeles, mas fechou pouco tempo depois. Sua última aparição pública foi em um programa de rádio de 1947.

### Saúde
Clara começou a mostrar sintomas de doença psiquiátrica. Ela se tornou socialmente retraída e apesar de interagir pouco com o marido, também não o deixava sair de casa sozinho. Em 1944, depois de seu marido concorrer para o Congresso, Clara tentou o suicídio. Na carta que deixou, Clara alegava que preferia a morte a ter uma vida pública.
Em 1949, ela foi internada para tratar de insônia crônica e fortes dores abdominais. Várias terapias foram tentadas, incluindo eletrochoque, além de vários testes psicológicos. Seu teste de QI indicou uma inteligência dentro da média, enquanto outras pessoas argumentavam que ela era incapaz, tinha baixa compreensão do mundo à sua volta e exibia um comportamento bizarro. Suas dores foram consideradas como uma ilusão e ela foi diagnosticada com esquizofrenia. Apesar disso, ela não tinha nenhuma alucinação, seja visual ou auditiva. Psicólogos tentaram traçar uma origem para a sua doença, partindo do episódio de sua mãe com a faca em 1922, mas Clara rejeitou qualquer explicação psicológica e deu alta a si mesma. Depois de sair da internação, Clara viveu sozinha em uma casa simples, de onde raramente saía, até sua morte.

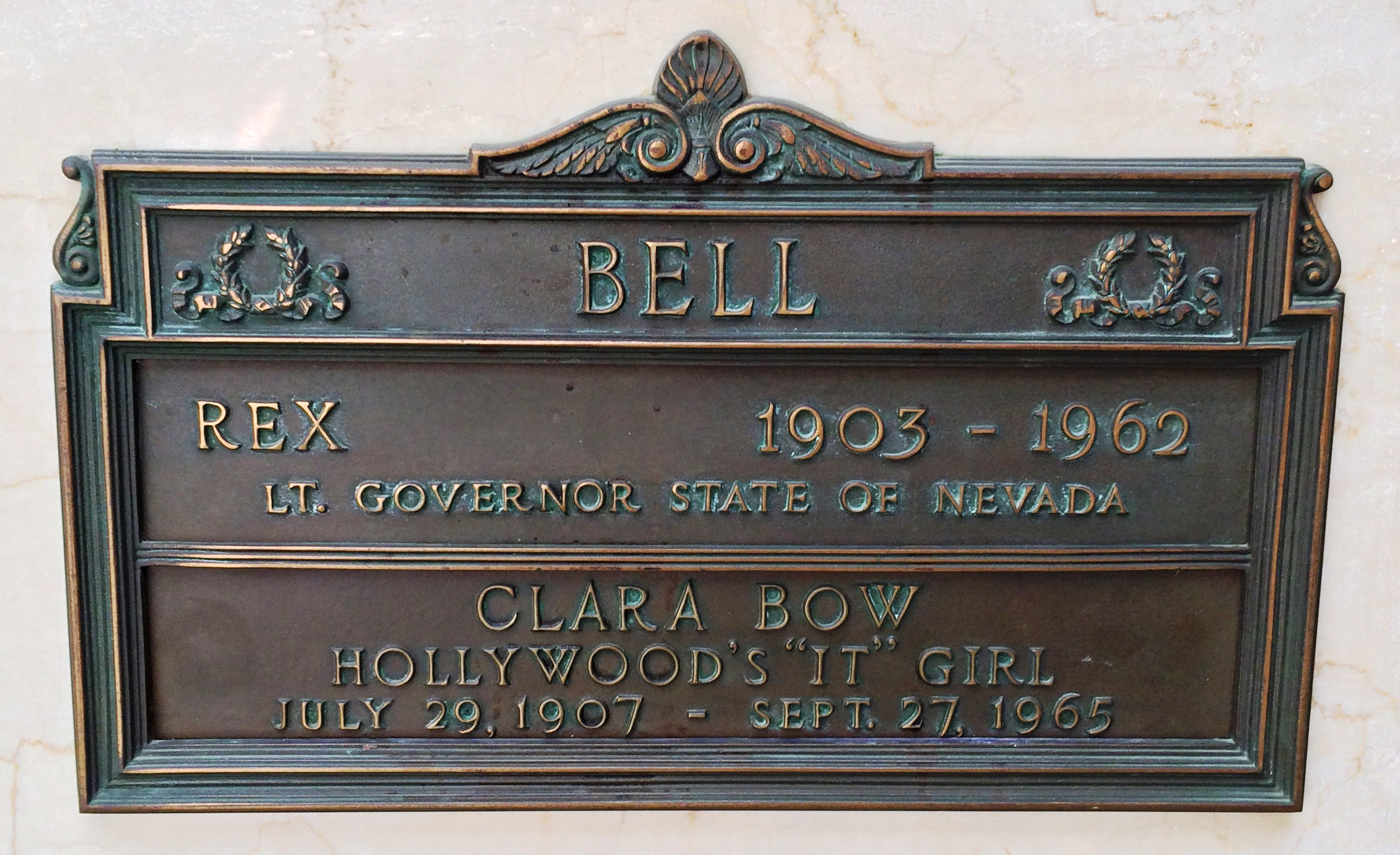
Cripta do casal no cemitério Forest Lawn Memorial Park, em Glendale. A placa traz a data errada de nascimento de Clara, que nasceu em 1905 e não 1907.

## Morte
Clara passou seus últimos anos em Culver City, Los Angeles, sob os cuidados de uma enfermeira, vivendo em uma propriedade que valia cerca de 500 mil dólares na época. Clara teve um infarto em 27 de setembro de 1965, aos 60 anos. A necropsia revelou que ela sofria de arteriosclerose, uma doença que Clara devia ter desde o começo da adolescência. Havia cicatrizes em seu coração que indicavam um infarto anterior não tratado.

## Legado
Em 1999, o historiador de cinema Leonard Maltin disse:
| “ | Se você pensar em Greta Garbo, Lillian Gish, em todos estes grandes nomes, de grandes atrizes, Clara Bow foi a mais popular em termos de bilheteria, de trazer multidões para os cinemas; ela estava no topo. | ” |

Clara foi uma das inspirações de Max Fleischer para a criação da personagem dos quadrinhos Betty Boop. Em 2013, Clara foi interpretada pela atriz Jennifer Tilly no filme Return to Babylon.
No álbum The Tortured Poets Department da cantora Taylor Swift, tem-se a última música do álbum intitulada de "Clara Bow" homenageando a atriz.

## Filmografia

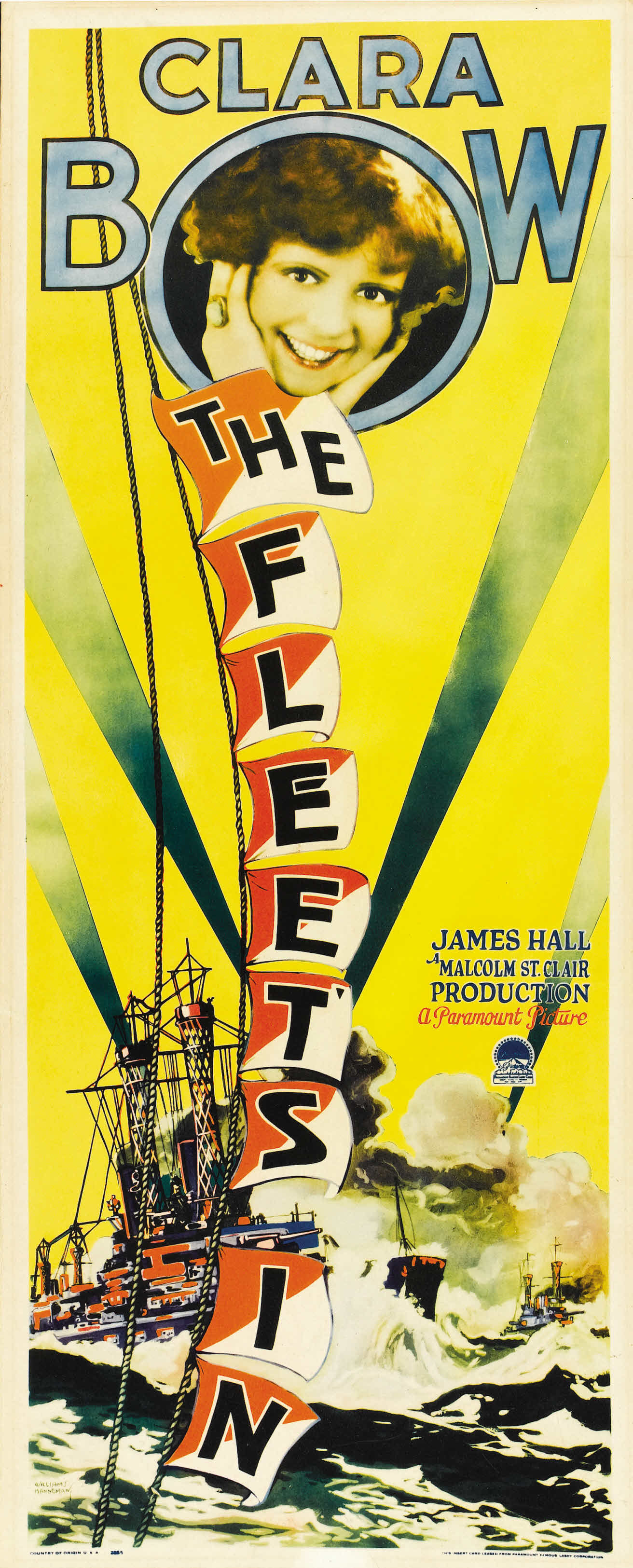
The Fleet's In, 1928

| Ano  | Título                                                | Personagem              | Notas                                                                     |
| ---- | ----------------------------------------------------- | ----------------------- | ------------------------------------------------------------------------- |
| 1922 | Beyond the Rainbow                                    | Virginia Gardener       |                                                                           |
| 1922 | Down to the Sea in Ships                              | Dot Morgan              |                                                                           |
| 1923 | Enemies of Women                                      | garota dançando na mesa |                                                                           |
| 1923 | The Daring Years                                      | Mary                    | perdido                                                                   |
| 1923 | Maytime                                               | Alice Tremaine          |                                                                           |
| 1923 | Black Oxen                                            | Janet Ogelthorpe        |                                                                           |
| 1924 | Grit                                                  | Orchid McGonigle        | perdido                                                                   |
| 1924 | Poisoned Paradise: The Forbidden Story of Monte Carlo | Margot LeBlanc          |                                                                           |
| 1924 | Daughters of Pleasure                                 | Lila Millas             |                                                                           |
| 1924 | Wine                                                  | Angela Warriner         | perdido                                                                   |
| 1924 | Empty Hearts                                          | Rosalie                 |                                                                           |
| 1924 | Helen's Babies                                        | Alice Mayton            |                                                                           |
| 1924 | This Woman                                            | Aline Sturdevant        | perdido                                                                   |
| 1924 | Black Lightning                                       | Martha Larned           |                                                                           |
| 1925 | Capital Punishment                                    | Delia Tate              |                                                                           |
| 1925 | The Adventurous Sex                                   | The Girl                | perdido                                                                   |
| 1925 | Eve's Lover                                           | Rena D'Arcy             | perdido                                                                   |
| 1925 | The Lawful Cheater                                    | Molly Burns             | perdido                                                                   |
| 1925 | The Scarlet West                                      | Miriam                  | perdido (trailer ainda existe)                                            |
| 1925 | My Lady's Lips                                        | Lola Lombard            |                                                                           |
| 1925 | Parisian Love                                         | Marie                   |                                                                           |
| 1925 | Kiss Me Again                                         | Grizette                | perdido                                                                   |
| 1925 | The Keeper of the Bees                                | Lolly Cameron           | perdido (trailer ainda existe)                                            |
| 1925 | The Primrose Path                                     | Marilyn Merrill         |                                                                           |
| 1925 | Free to Love                                          | Marie Anthony           |                                                                           |
| 1925 | The Best Bad Man                                      | Peggy Swain             |                                                                           |
| 1925 | The Plastic Age                                       | Cynthia Day             |                                                                           |
| 1925 | The Ancient Mariner                                   | Doris                   | perdido                                                                   |
| 1925 | My Lady of Whims                                      | Prudence Severn         |                                                                           |
| 1926 | Shadow of the Law                                     | Mary Brophy             | perdido                                                                   |
| 1926 | Two Can Play                                          | Dorothy Hammis          | perdido                                                                   |
| 1926 | Dancing Mothers                                       | Kittens Westcourt       |                                                                           |
| 1926 | Fascinating Youth                                     | Clara Bow               | perdido                                                                   |
| 1926 | The Runaway                                           | Cynthia Meade           | perdido                                                                   |
| 1926 | Mantrap                                               | Alverna                 |                                                                           |
| 1926 | Kid Boots                                             | Clara McCoy             |                                                                           |
| 1927 | It                                                    | Betty Lou Spence        |                                                                           |
| 1927 | Children of Divorce                                   | Kitty Flanders          |                                                                           |
| 1927 | Rough House Rosie                                     | Rosie O'Reilly          | perdido (trailer ainda existe)                                            |
| 1927 | Wings                                                 | Mary Preston            | Ganhou Oscar de Melhor Filme                                              |
| 1927 | Hula                                                  | Hula Calhoun            |                                                                           |
| 1927 | Get Your Man                                          | Nancy Worthington       | parcialmente perdido                                                      |
| 1928 | Red Hair                                              | Bubbles McCoy           | Perdido (alguns fragmentos, incluindo a única gravação em cores de Clara) |
| 1928 | Ladies of the Mob                                     | Yvonne                  | perdido                                                                   |
| 1928 | The Fleet's In                                        | Trixie Deane            | perdido                                                                   |
| 1928 | Three Weekends                                        | Gladys O'Brien          | perdido (fragmentos ainda existem)                                        |
| 1929 | The Wild Party                                        | Stella Ames             | primeiro filme falado de Clara                                            |
| 1929 | Dangerous Curves                                      | Pat Delaney             |                                                                           |
| 1929 | The Saturday Night Kid                                | Mayme                   | Título alternativo: Love 'Em and Leave 'Em                                |
| 1930 | Paramount on Parade                                   | ela mesma               |                                                                           |
| 1930 | True to the Navy                                      | Ruby Nolan              |                                                                           |
| 1930 | Love Among the Millionaires                           | Pepper Whipple          |                                                                           |
| 1930 | Her Wedding Night                                     | Norma Martin            |                                                                           |
| 1931 | No Limit                                              | Helen "Bunny" O'Day     |                                                                           |
| 1931 | Kick In                                               | Molly Hewes             |                                                                           |
| 1932 | Call Her Savage                                       | Nasa Springer           |                                                                           |
| 1933 | Hoop-La                                               | Lou                     |                                                                           |
| 1949 | Screen Snapshots 1860: Howdy, Podner                  | Clara Bow – convidada   |                                                                           |